# 英国アカデミー賞 作曲賞
英国アカデミー賞 作曲賞（えいこくアカデミーしょう さっきょくしょう、BAFTA Award for Best Film Music）は、英国アカデミー賞の部門の一つ。
日本人では、1983年に坂本龍一が『戦場のメリークリスマス』で受賞している。

## 受賞リスト

### 1960年代
- 1968年 - ジョン・バリー（冬のライオン）
- 1969年 - ミキス・テオドラキス（Z）

### 1970年代
- 1970年 - バート・バカラック（明日に向って撃て!）
- 1971年 - ミシェル・ルグラン（おもいでの夏）
- 1972年 - ニーノ・ロータ（ゴッドファーザー）
- 1973年 - アラン・プライス（オー ラッキーマン!）
- 1974年 - リチャード・ロドニー・ベネット（オリエント急行殺人事件）
- 1975年 - ジョン・ウィリアムズ（ジョーズ、タワーリング・インフェルノ）
- 1976年 - バーナード・ハーマン（タクシードライバー）
- 1977年 - ジョン・アディソン（遠すぎた橋）
- 1978年 - ジョン・ウィリアムズ（スター・ウォーズ エピソード4/新たなる希望）
- 1979年 - エンニオ・モリコーネ（天国の日々）

### 1980年代
- 1980年 - ジョン・ウィリアムズ（スター・ウォーズ エピソード5/帝国の逆襲）
- 1981年 - カール・デイヴィス（フランス軍中尉の女）
- 1982年 - ジョン・ウィリアムズ（E.T.）
- 1983年 - 坂本龍一（戦場のメリークリスマス）
- 1984年 - エンニオ・モリコーネ（ワンス・アポン・ア・タイム・イン・アメリカ）
- 1985年 - モーリス・ジャール（刑事ジョン・ブック 目撃者）
- 1986年 - エンニオ・モリコーネ（ミッション）
- 1987年 - エンニオ・モリコーネ（アンタッチャブル）
- 1988年 - ジョン・ウィリアムズ（太陽の帝国）
- 1989年 - モーリス・ジャール（いまを生きる）

### 1990年代
- 1990年 - エンニオ・モリコーネ、アンドレア・モリコーネ（ニュー・シネマ・パラダイス）
- 1991年 - ジャン＝クロード・プティ（シラノ・ド・ベルジュラック）
- 1992年 - デヴィッド・ハーシュフェルダー（ダンシング・ヒーロー）
- 1993年 - ジョン・ウィリアムズ（シンドラーのリスト）
- 1994年 - ドン・ワズ（バック・ビート）
- 1995年 - ルイス・エンリケス・バカロフ（イル・ポスティーノ）
- 1996年 - ガブリエル・ヤレド（イングリッシュ・ペイシェント）
- 1997年 - ネリー・フーパー（ロミオ+ジュリエット）
- 1998年 - デヴィッド・ハーシュフェルダー（エリザベス）
- 1999年 - トーマス・ニューマン（アメリカン・ビューティー）

### 2000年代
- 2000年 - 譚盾（グリーン・デスティニー）
- 2001年 - クレイグ・アームストロング、マリウス・デ・ヴリース（ムーラン・ルージュ）
- 2002年 - フィリップ・グラス（めぐりあう時間たち）
- 2003年 - ガブリエル・ヤレド、ティー・ボーン・バーネット（コールド マウンテン）
- 2004年 - グスターボ・サンタオラヤ（モーターサイクル・ダイアリーズ）
- 2005年 - ジョン・ウィリアムズ（SAYURI）
- 2006年 - グスターボ・サンタオラヤ（バベル）
- 2007年 - クリストファー・ガンニング（エディット・ピアフ〜愛の讃歌〜）
- 2008年 - A・R・ラフマーン（スラムドッグ$ミリオネア）
- 2009年 - マイケル・ジアッチーノ（カールじいさんの空飛ぶ家）

### 2010年代
- 2010年 - アレクサンドル・デプラ（英国王のスピーチ）
- 2011年 - ルドヴィック・ブールス（アーティスト）
- 2012年 - トーマス・ニューマン（007 スカイフォール）
- 2013年 - スティーヴン・プライス（ゼロ・グラビティ）
- 2014年 - アレクサンドル・デスプラ（グランド・ブダペスト・ホテル）
- 2015年 - エンニオ・モリコーネ（ヘイトフル・エイト）
- 2016年 - ジャスティン・ハーウィッツ（ラ・ラ・ランド）
- 2017年 - アレクサンドル・デスプラ（シェイプ・オブ・ウォーター）
- 2018年 - ブラッドリー・クーパー/レディー・ガガ/ルーカス・ネルソン（アリー/ スター誕生）
- 2019年 - ヒドゥル・グドナドッティル（ジョーカー）

### 2020年代
- 2020年 - ジョン・バティステ/トレント・レズナー/アッティカス・ロス（ソウルフル・ワールド）
- 2021年 - ハンス・ジマー（DUNE/デューン 砂の惑星）
- 2022年 - フォルカー・ベルテルマン（西部戦線異状なし）
- 2023年 - ルドウィグ・ゴランソン（オッペンハイマー）
- 2024年 - ダニエル・ブランバーグ（英語版）（ブルータリスト）